# He Wasn’t
"He Wasn't" to czwarty singel kanadyjskiej piosenkarki, Avril Lavigne, z jej drugiego albumu – Under My Skin. Utwór nie został wydany w USA, gdzie jako czwarty singel z krążka wydano "Fall to Pieces". Piosenka została napisana i wyprodukowana przez Lavigne oraz Chantal Kreviazuk.

## Singel CD i jego formaty
Australijski singel CD
1. "He Wasn't" (Album Version)
2. "He Wasn't" (Live full band performance)
3. "He Wasn't" (Live Acoustic)
4. "He Wasn't" (Teledysk)

Brytyjski singel CD
1. "He Wasn't" (Album Version)
2. "He Wasn't" (Live Version)
3. "He Wasn't" (Teledysk)
4. Dodatkowy szczególny dziennik wideo

Brytyjskie wydanie promocyjne
1. "He Wasn't" (Album Version)

## Znaczenie utworu
"He Wasn't" opowiada historię nieudanego związku. Piosenka jest szybka, łatwo wpadająca w ucho, dobrze zgrana ze słowami, które mówią o chłopaku, który nie był "wystarczająco dobry" i nie umiał sprawić, aby bohaterka "poczuła się wyjątkowo" przez co jest znudzona i samotna co okazuje słowami "nic się dzisiaj nie dzieje". W materiale poświęconym powstawaniu piosenki "My Happy Ending" w tle możemy usłyszeć właśnie utwór "He Wasn't". Avril zażartowała nawet: "On nie był tym kogo chciałam" - czy to o mojej płycie? (ang. "He Wasn't what I wanted" - Is there a theme on my record?

## Notowania na listach przebojów
Piosenka nie została wydana w Stanach Zjednoczonych, natomiast w Wielkiej Brytanii zajęła 23. pozycję. W Australii dobrnęła do pozycji 25. natomiast w Irlandii do 35. W niektórych krajach utwór został oceniony wyjątkowo słabo jak np. w Kanadzie (92. pozycja) czy na europejskiej liście przebojów (112. lokata). Singel został jednak doceniony w Japonii, gdzie zajął wysokie 10. miejsce, a w Brazylii stał się hitem nr 1.
| Lista                             | Pozycja |
| --------------------------------- | ------- |
| United World Chart                | 18      |
| Europejska Top 200                | 112     |
| Kanadyjska BDS Airplay Chart      | 92      |
| Australijska ARIA Singles Chart   | 25      |
| Nowozelandzka RIANZ Singles Chart | 38      |
| Tokijska Hot 100                  | 10      |
| UK Singles Chart                  | 23      |
| Irlandzka Singles Chart           | 35      |

| Lista                             | Pozycja |
| --------------------------------- | ------- |
| Niemiecka Top 100 Singles Chart   | 29      |
| Austriacka Top 75 Singles Chart   | 35      |
| Belgijska Ultratip (under 50)     | 2       |
| Szwajcarska Top 100 Singles Chart | 43      |
| Argentyńska Top 40 Singles Chart  | 18      |
| Brazylijska Hot 100 Singles Chart | 1       |
| Meksykańska Top 100 Singles Chart | 15      |
| Filipińska Radio Airplay Chart    | 13      |